# Mindre paradiskungsfiskare
Mindre paradiskungsfiskare (Tanysiptera hydrocharis) är en fågel i familjen kungsfiskare inom ordningen praktfåglar.

## Utbredning och systematik
Fågeln förekommer i Aruöarna och på södra Nya Guinea (Merauke Fly River). Den behandlas som monotypisk, det vill säga att den inte delas in i några underarter.

## Status
IUCN placerar arten i hotkategorin kunskapsbrist.